# (825) Танина
(825) Танина (лат. Tanina) — небольшой астероид главного пояса, который принадлежит к спектральному классу S. Он был обнаружен 27 марта 1916 года русским астрономом Григорием Неуйминым в Симеизской обсерватории. Происхождение названия доподлинно неизвестно. Независимо был открыт 3 апреля 1916 года немецким астрономом Максом Вольфом в обсерватории Хайдельберг.